# Триклозан
Триклозан - це синтетична  ароматична органічна сполука з групи хлорованих фенолів, використовується як протигрибковий, бактеріостатичний і бактерицидний засіб широкого спектра дії.

## Властивості
Білий кристалічний порошок з характерним слабким запахом фенолу. Це хлорована ароматична сполука, що містить функціональні групи, характерні для простих ефірів і фенолів, які зумовлюють його антимікробну активність. Триклозан, як і інші феноли, малорозчинний у воді, але набагато краще розчиняється в етанолі, діетиловому ефірі та концентрованих розчинах лугів .

## Застосування
Триклозан є фунгіцидом і бактеріостатиком, найчастіше використовується в антибактеріальних милах, дезодорантах, зубних пастах, косметиці, антибактеріальних тканинах, пластмасах та інших продуктах. Використовується у стоматології для знезараження зубних пломб, у хірургії для обробки рук, для дезінфекції приміщень у медичних установах.  У косметиці та засобах гігієни концентрація триклозану становить близько 0,3%. Для дезінфекції виробів медичного призначення використовують воду та водно-спиртові розчини 5–10 %. Для дезінфекції шкіри, слизових оболонок і ран застосовують 0,05–3 % розчини. Ванни з 2% триклозану рекомендуються як допоміжний засіб пацієнтам, шкіра яких колонізована метицилінрезистентними штамами Staphylococcus aureus.
Триклозан ефективно запобігає надмірному розмноженню бактерій на шкірі людини, знижує ризик інфікування, запобігає неприємному запаху. Додавання триклозану до продуктів,  які використовують щодня, таких як зубні пасти, рідини для полоскання рота, мило, дезодоранти та інші косметичні засоби, забезпечує антисептичну дію. Також триклозан є консервантом. Це важливо для запобігання поширенню мікроорганізмів, зниження ризику інфекцій і запобігання захворюванням пародонту та порожнини рота .

## Механізм дії на мікроорганізми
Феноли і дифеноли є протоплазматичними отрутами, здатні пошкоджувати тканини, мають неприємний запах і подразнюючу дію, іноді використовуються як консерванти ліків. При низьких концентраціях вони викликають зміну проникності цитоплазматичної мембрани, витік клітинних компонентів, зміну вмісту кисню в клітинах. При більш високих концентраціях ці сполуки викликають коагуляцію та денатурацію білків. Механізм дії фенолів обумовлений наявністю в молекулі гідроксильної групи. Особливо легко феноли проникають у клітини або їх частини, що містять багато ліпідів.
У високих концентраціях (0,2-2%) триклозан має бактерицидну дію. Його мішенями є цитоплазматична мембрана і цитоплазма. Однак у низьких концентраціях (0,05%) він має бактеріостатичну дію, пригнічуючи синтез жирних кислот, необхідних для розмноження та побудови клітинної мембрани. Триклозан зв'язується з бактеріальним ферментом — еноїл-[ацилпротеїн]-редуктазою (ENR), що кодується геном fabI. Це зв’язування збільшує спорідненість ферменту з NAD +. В результаті утворюється стійкий третинний комплекс ENR-NAD+-триклозан, який є неактивним у синтезі жирних кислот, що необхідні для синтезу мембран і репродукції бактерій. Люди не мають ферменту ENR, тому триклозан не діє на клітини людини..

## Правові норми використання
Згідно з Директивою Європейського Союзу про косметичні продукти 76/768/EEC, триклозан може використовуватися в продуктах у концентрації не більше ніж 0,3%. Крім того, триклозан позначений символом (+), тому його можна додавати до косметичних засобів у концентрації, відмінній від зазначеної в цій директиві .

## Ризики, пов'язані з використанням
У 2005 році  Всесвітнім фондом дикої природи (WWF) була проведена кампанії «Детокс», метою якої було висвітлити проблему зростання хімізації в повсякденному житті людини, але, перш за все, визначити токсичність хімічних речовин, якими зазвичай користується кожен із нас.  Під час дослідження в крові волонтерів з різних європейських країн було виявлено 107 небезпечних або потенційно небезпечних хімічних речовин. Триклозан був виявлений у крові 39 добровольців із 12 європейських країн.
Волонтерів для дослідження відбирали за поколінням – бабусі, мами та діти. Найвищі концентрації триклозану були визначені в крові матерів, що пояснюється їх більш частим контактом з цією речовиною, яка присутня в косметиці та миючих засобах, а найнижчі – у дітей. Матері також становили найбільшу групу людей, у яких був виявлений триклозан..
Шведські вчені виявили триклозан у молоці годуючих матерів, що свідчить про те, що триклозан абсорбується організмом людини у значних кількостях  і, як і інші хлорорганічні сполуки, може накопичуватися в жировій тканині. Дослідження, проведені на мишах, показали, що триклозан, може впливати на гормони щитовидної залози, викликаючи гіпотермію і надаючи загальну пригнічувальну дію на центральну нервову систему.
В поверхневих річках Європи, Південної Америки та Сполучених Штатів виявлено забруднення органічними стічними водами. Згідно з великим американським дослідженням 2002 року, триклозан був виявлений у 57% із 139 перевірених водойм .
Також в результаті  досліджень було виявлено, що триклозан може відповідати за ріст ракових клітин і порушувати нормальний розвиток тварин .

## Токсичність
Триклозан малотоксичний при прийомі всередину або всмоктуванні через шкіру, має помірну токсичність при вдиханні та помірно подразнює очі, подразнює або злегка подразнює шкіру і не викликає сенсибілізації шкіри .
| Тип тесту                         | Результат           | Категорія токсичності |
| --------------------------------- | ------------------- | --------------------- |
| Чутливість до щурів               | LD 50 : >5000 мг/кг | IV (Слаботоксичний)   |
| Чутливість до шкіри кролика       | LD 50 : >9300 мг/кг | IV (Слаботоксичний)   |
| Чутливість до інгаляції для щурів | LC 50 : >0,15 мг/л  | II (дуже токсичний)   |
| Чутливість очей – кролик          | Помірно дратує      | II (дуже токсичний)   |
| Шкірна алергія - морська свинка   | Не викликає алергії | Не застосовується     |

## Ризик, що виникає через споживання їжі та води, що містять триклозан
Триклозан у їжу може потрапити опосередковано через контакт із предметами, у яких присутній триклозан. Триклозан був виявлений у питній воді в Південній Каліфорнії на рівні 56 і 49 нг/л . Якщо припустити, що доросла людина споживає 2 літри води на день, то споживання триклозану може складати 98 нг/особа/доба або 1,4 нг/кг/доба для дорослої людини вагою 70 кг. Якщо порівняти це значення з обраною контрольною дозою для триклозану (0,3 мг/кг/доба або 300 000 нг/кг/доба), період напіврозпаду триклозану 5,2 ± 1,7 доби, можна вважати, що такий вміст триклозану в питній воді не буде впливати на здоров'я людини .

## Перетворення триклозану в навколишньому середовищі та ризик для навколишнього середовища
Триклозан  розкладається під впливом сонячного світла та УФ-променів, як у стічних водах, так і у воді. Період напіввиведення становить 41 хвилину. Розкладання під впливом світла та УФ-променів часто призводить до утворення дуже небезпечних речовин. Експерименти підтвердили утворення аж восьми фотопродуктів. Два з цих фотопродуктів були визнані ізомерами дихлоргідроксидифенілового ефіру з молекулярною формулою C12H8Cl2O2. Ці ізомери утворюються шляхом відновного дихлорування, яке передбачає заміну атома хлору на водень. Іншими фотопродуктами є 2,8-дихлордибензо-п-діоксин (2,8-DCDD) і дихлоргідроксидибензофуран.
У зразках, які не опромінювалися, виявлено дві сполуки: хлорфеноли та дихлорфеноли. Latch (2005) також повідомив про утворення ізомерних дихлорфенолів під час фотодеградації триклозану та ідентифікував серед них 2,4-дихлорфенол. Триклозан може перетворюватися на діоксини. Хоча дихлордіоксини не відрізняються високою токсичністю, під дією хлору можуть перетворюватися в більш небезпечні речовини. Дослідження фотолізу деіонізованої води і стічних вод з додаванням триклозану показали, що зникнення триклозану і одночасна поява діоксинів залежали від рН і присутності органічних сполук. Розкладання в лужному середовищі відбувається швидше, ніж у кислому, однак утворення 2,8-DCDD було підтверджено у всіх випадках, навіть при pH = 3. Розкладання триклозану в стічних водах відбувається набагато швидше, ніж у чистій воді, але в стічних водах утворюються діоксини.  На очисних спорудах триклозан розкладається і видаляється приблизно на 80–90%, але немає даних, чи відбувається це розкладання до простих хімічних сполук чи до проміжних речовин, які можуть призвести до утворення поліхлорованих дибензо-п-діоксинів .

## Розкладання триклозану під дією хлору у воді
У воді, що містить хлор, триклозан може розпадатися на різні речовини, які можуть впливати на здоров'я людини. Вчені з Університету Сантьяго-де-Компостела в Іспанії провели експерименти з розкладання триклозану у воді, що містить хлор  при pH = 7,3. Встановлено, що триклозан розкладається на такі речовини, як: тетраклозан, пентаклозан, 2,4-дихлорфенол (2,4-DCP), 2,4,6-трихлорфенол (2,4,6-TCP) .

## Утворення хлороформу з триклозану
Вчені з Університету Сантьяго де Компостела в Іспанії протестували 16 різних продуктів, що містять або не містять триклозан, імітуючи під час аналізу умови, які найчастіше супроводжують використання цих продуктів (приблизно 60 секунд продукт контактував з хлорованою водопровідною водою при температурі до 40 градусів Цельсія). Зразки води збігалися з водою, що тече в муніципальних системах водопостачання в різних американських містах. Хлороформ утворювався (за умов експерименту) через 1 тиждень, при значеннях pH 6,5 і 7,5. При більш високих значеннях рН утворення хлороформу не спостерігалося. Крім того, виявилося, що у воді з невеликим додаванням хлору спостерігається розкладання триклозану. Випробування, проведені в описаному експерименті, підтверджують утворення хлороформу з триклозану за певних умов, але кількість утвореного хлороформу в цих випадках дуже мала. Крім того, триклозан не є єдиною сполукою, що може спричиняти утворення хлороформу хлорованій водопровідній воді.